# ガイナーレ鳥取
ガイナーレ鳥取（ガイナーレとっとり、英: Gainare Tottori）は、日本の鳥取市、米子市、倉吉市、境港市を中心とする鳥取県全県をホームタウンとする、日本プロサッカーリーグ（Jリーグ）に加盟するプロサッカークラブ。

## 概要
1983年に創設された「鳥取教員団サッカー部」が前身で、2007年2月にJリーグ準加盟が承認 され、「ガイナーレ鳥取」に改称。2011年にJリーグへ入会した。
チーム名の「ガイナーレ（GAINARE）」は、前身のSC鳥取時代に公募で決まったもので島根県の東部から鳥取県の西部にかけての方言（雲伯方言）で「おおきい」という意味の「がいな」と「大きなチームになれ」との願いを込めて制定された。マスコットは強小戦士 ガイナマンである。
ホームスタジアムはAxisバードスタジアム、練習グラウンドは鳥取市若葉台スポーツセンター、コカコーラウエストスポーツパーク、オールガイナーレYAJINスタジアムである。詳細は#スタジアム・練習場の項を参照。
2011年3月4日、『とっとりふるさと大使』に委嘱。

## 歴史

### 前史
1983年に米子市で創設された「鳥取教員団サッカー部」が前身で、1989年にSC鳥取へ改称した。2001年に日本フットボールリーグへ昇格。2006年12月に運営会社となる株式会社SC鳥取を設立、2007年2月にガイナーレ鳥取へ改称し同月20日にJリーグ準加盟クラブとして承認された。
これを機にホームタウンを米子市から鳥取市、米子市、倉吉市、境港市を中心とする鳥取県全県へ変更した。

### 2007年 - 2010年（JFL）
2007年
監督に元U-20日本代表監督の水口洋次が、ヘッドコーチにタイ代表元監督のヴィタヤ・ラオハクルが就任。開幕より成績が伸びず8月に水口が辞任し、ヴィタヤが監督に就任した。就任2試合目からリーグ戦6試合無敗であったが、終盤に3連敗を喫した。JFL昇格後最多の勝ち点を獲得したものの、14位に終わった。オフには引退、レンタル期間満了も含め13人が退団した。天皇杯では1回戦で佐賀大学に勝利したが、2回戦では鹿屋体育大学に敗れた。
2008年
元日本代表の小村徳男など元J1クラブ所属選手や、コン・ハメドやアドゥール・ラッソなどヴィタヤのタイルートを活用した外国人選手など期限付き移籍も含め15人を獲得。
SC鳥取時代を含めてJFL昇格後初の開幕戦勝利を収めたが、以降は怪我人が多く成績も低迷、一時は4位との最大勝点差が14となった。その後、後期16節終了時点で4位との勝点差を2まで縮めたが、後期17節（リーグ最終戦）の流通経済大学戦で敗れ、最終順位は5位に。リーグ終了後に小村が引退。天皇杯は、1回戦でカマタマーレ讃岐に敗れた。
2009年
チームスローガン：強小元年
GKシュナイダー潤之介やDF柴村直弥、FW阿部祐大朗やFW梅田直哉ら計7選手を獲得。さらに前年から期限付き移籍で加入していたMF鈴木健児とFW小澤竜己ら5選手を完全移籍で獲得した。
前期は開幕3連勝を含む8戦無敗（6勝2分）、勝ち点30で2位につけたが、シーズン中盤に4連敗。後期に入り、元日本代表のFW岡野雅行、MF奥山泰裕やDF橋内優也を獲得したが2年連続で5位となる。リーグ終了後に3選手が戦力外、期限付き移籍で獲得した3選手が契約満了で退団し、シュナイダーが横浜FCへ移籍した。天皇杯では、2回戦で札幌に敗れた。
2010年
チームスローガン：強小弐年『闘士』
ヴィタヤが2009年12月にタイ帰省中に起こした交通事故による怪我が回復せず監督を辞任し、後任に東京V元監督の松田岳夫が就任。ヘッドコーチに中村有が就任した。また、元日本代表の服部年宏や美尾敦、喜多靖、小針清允、内間安路など8人が加入した。
シーズンは開幕14戦無敗（10勝4分）で前期は首位。後期に入り、大分からFW住田貴彦（米子市出身）を期限付き移籍で獲得。
10月3日にアルテ高崎戦（後期10節）に勝利し、J2参入条件の1つであるJFL4位以内が確定した（この高崎戦でJFLチーム通算300試合目、さらにJFLチーム通算100勝を達成）。10月24日に栃木ウーヴァFC（後期12節）を破り、JFL史上最速となる5試合を残してリーグ初優勝を決めた。結局、JFL記録となるホーム戦年間17試合無敗(16勝1分)、ホーム戦14連勝を達成した。
11月29日、Jリーグ臨時理事会でJリーグ入会が全会一致で承認され、鳥取の2011年シーズンからのJ2参入が決定した。天皇杯では、初戦（2回戦）で徳島に敗れた。

### 2011年 - 2013年（J2）
2011年
チームスローガン：強小参年 飛翔
戸川健太、鈴木伸貴、多田大介、丁東浩（期限付き移籍）などJリーグ経験者を中心に補強。住田貴彦の期限付き移籍期間も延長した。
3月6日、Jリーグ加盟後の初戦は徳島に敗れた。東日本大震災で中断。中断期間中にサンフレッチェ広島とのチャリーティマッチを行った。試合前、両クラブのサポーターから日本コールが起こった。再開した4月24日の北九州戦に勝利、Jリーグ加盟後初勝利を飾り、6月5日の京都戦でホーム初勝利を挙げた。
夏場に5連敗を喫するなど一時は調子を落としたが、天皇杯2回戦の熊本戦に勝利したり、リーグ戦ではJ2上位のコンサドーレ札幌に競り勝った。なお、シーズン成績は8勝7分23敗の19位。
シーズン終了後に松田監督が退任し、3選手が現役を引退した。服部年宏、梅田直哉、多田大介が岐阜へ移籍した（服部・梅田は完全移籍。多田は期限付き移籍）。
2012年
チームスローガン：強小四年 信頼
監督に松本元監督の吉澤英生が就任。紀氏隆秀を期限付き移籍で、柳楽智和と前年まで大分からの期限付き移籍だった住田貴彦を完全移籍で獲得。大卒新人選手として、杉本拓也(前年特別指定選手)、熊澤圭祐、三浦修が加入し、元コスタリカ代表のケニー・クニンガムとロイ・スミスの2名を獲得した。シーズン途中の7月には、千葉から久保裕一と藤本修司を期限付き移籍にて獲得した。
第4節で京都から初勝利を挙げたが、開幕から10試合で勝利はその1勝のみで第9節、第10節は最下位だった。第12節で最下位を脱したものの、第15節から6連敗、さらに前半戦の最終戦である草津戦での勝利を挟んで後半戦も4連敗とシーズン通して下位に沈み、第34節以降は20位もしくは21位に低迷。最終的には11勝5分26敗、勝ち点38の20位でシーズンを終えた。なお、総失点78（次に多い福岡が68）、得失点差-45（次に多い町田が-33）はJ2ワーストであった。
シーズン終了後、吉澤が監督を退任した。また、チームトップの4得点を挙げた美尾敦と小井手翔太、倉吉市出身の福井理人など引退・レンタル期間満了を含めて16人の選手と来期の契約を結ばない事を発表した。天皇杯では2回戦で草津に勝利したが、3回戦で鹿島に延長の末敗れた。
2013年
チームスローガン：強小五年 全力前進
鳥取OBの小村が監督に就任。また、前監督の吉澤がヘッドコーチに就任した。
柳川雅樹、岡本達也、辻正男、永里源気が完全移籍で、嘉味田隼、横竹翔、田中雄大、武田英二郎、廣田隆治が期限付き移籍で、大卒新人選手として井上亮太が加入。久保裕一が期限付き移籍期間延長で残留。外国人選手は、ブラジル出身のラファエル（5月退団）、レジナルド（5月退団）、ブルーノ（7月退団）と韓国出身の林東賢が加入した。5月には林堂眞と鮫島晃太が期限付き移籍で加入。7月にはブラジル出身のドゥドゥが期限付き移籍、安藤由翔（2014年入団内定）が特別指定選手として加入。8月にはアメリカ出身のオスカーが完全移籍、鳥取市（旧・河原町）出身の谷尾昂也が期限付き移籍で加入した。
開幕から5戦を終えた時点では、2勝3分で2位と好位置につけたものの第4節から第15節まで12試合連続勝ちなし（6分6敗）で19位へ順位を下げた。第16節で当時首位の神戸に勝ち、連続勝ちなしがストップ、続く第17節も勝ち連勝したが直後に4連敗し前半戦最後の第21節終了時点で20位群馬と勝ち点では並ぶものの、JFLとの入れ替え戦の可能性がある21位まで順位を落とす。第23節から6試合連続勝ちなしとなった第28節終了後の8月12日、成績不振により監督の小村を解任、前田浩二が強化部長兼任で後任監督に就任した。しかし、前田の就任後もリーグ、天皇杯いずれも公式戦での勝利を挙げることが出来ず、9月22日、勝点で並び最下位だった岐阜に敗れ、第34節終了時に最下位に転落。41節の北九州戦に敗れたことで鳥取のシーズン最下位が決定した。シーズン最終戦となるホーム千葉戦でも2点をリードしながら追いつかれ引き分け、7月3日の第22節アウェー山形戦に勝利して以降は、公式戦未勝利で最下位に終わった。
J2・JFL入れ替え戦ではJFL2位の讃岐に1分1敗の成績で敗れ、鳥取のJ3リーグへの降格が決定した。結局、前田の監督就任後シーズン終了まで公式戦17試合0勝6分11敗に終わった。
シーズン終了後、前田が監督と強化部長を辞任した。吉野智行、柳楽智和、岡野雅行が現役を引退、チームに11年在籍した実信憲明、チーム最多の10得点を挙げた永里源気、8得点を挙げた久保裕一など引退・レンタル期間満了を含めて18選手が退団した。天皇杯では、2回戦でギラヴァンツ北九州に敗れた。
ピッチ外では、2月24日に米子市のチュウブYAJINスタジアム（チュスタ）で行われたトレーニングマッチ（対ガンバ大阪）において関係機関の許可を得ないまま有償シャトルバスを運行したとして、道路運送法違反の嫌疑で書類送検された（後に起訴猶予処分）。また12月3日には6月19日にクラブ職員が酒気帯び運転をしたとして、鳥取県の公安委員会から10月31日に運転免許取り消しを含む行政処分を受けたことを受け、クラブ運営会社に対してJリーグからけん責（始末書提出）および制裁金100万円の制裁処分が下された。

### 2014年 - （J3）

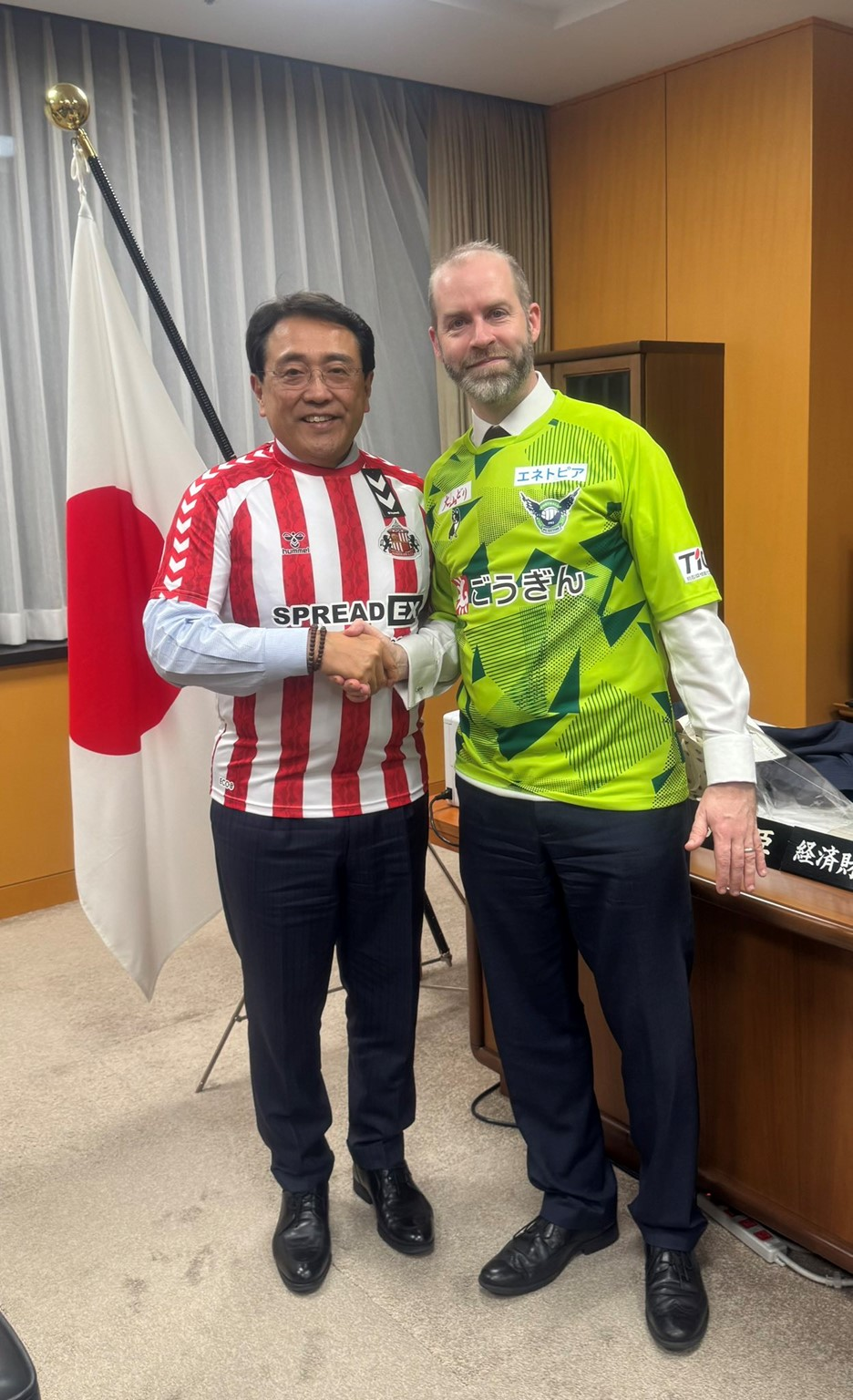
ガイナーレ鳥取のユニフォームを着用したイギリスビジネス・貿易大臣ジョナサン・レイノルズ（右）と内閣府特命担当大臣（経済財政政策担当）赤澤亮正（左）（2025年3月6日）

2014年
チームスローガン：強小六年 不撓不屈
松波正信が監督に、岡野がゼネラルマネージャーに就任した。林佳祐、福王忠世、倉貫一毅、藤牧祥吾が完全移籍で、稲森克尚が期限付き移籍で、大卒新人選手として安藤由翔(前年特別指定選手)、山本大稀、馬渡和彰、中山仁斗、柿木亮介、小石哲也が加入。前年から期限付き移籍で加入していた横竹翔、谷尾昂也、廣田隆治が完全移籍で加入した。シーズン途中にはブラジル出身のフェルナンジーニョとハマゾッチが完全移籍で、安田晃大と谷村憲一が期限付き移籍で加入した。U-18の2選手を2種登録。
J3降格の影響による収入減で、債務超過に陥る可能性もあったため、J2ライセンスの申請に際して新規スポンサーの獲得と収入増を求めた「停止条件付き交付」が行われた（のち、停止条件充足により正式なライセンスを取得している）。しかし、11月2日の第30節・金沢戦で敗れた事により、J3残留となる3位以下が確定。最終順位は4位となった。
シーズン終了後、小針清允と倉貫一毅と岡本達也が現役引退を表明した。チームに6年在籍した森英次郎、31試合に出場した戸川健太、米子市出身の住田貴彦など引退・レンタル期間満了を含めて16選手が退団した。天皇杯では1回戦で多度津FCに勝利したが、2回戦で京都サンガF.C.に敗れた。
2015年
チームスローガン：強小七年 奮迅
松波体制2年目。川鍋良祐と畑田真輝と野崎雅也を完全移籍で、森川泰臣と田中智大が期限付き移籍加入。大卒新人6選手、高卒新人2選手が加入、U-18から2選手が昇格。計15選手が加入した。前年から期限付き移籍で加入していた稲森克尚が完全移籍で加入した。U-18の3選手を2種登録。
4月24日、債務超過によりJ2ライセンス申請を断念（詳細は#財政問題を参照）。これにより、リーグ戦の成績に関わらず翌年のJ3残留が確定となった。リーグ戦は14勝8分14敗の6位で終えた。
シーズン終了後、松波が監督を退任。小石哲也・柿木亮介など5選手と契約非更新、石輪聖人が退団、森川泰臣と田中智大が期限付き移籍期間満了、馬渡和彰が金沢へ、畑田真輝が秋田へ、山本大稀が栃木へ、安藤由翔と中山仁斗が山口へそれぞれ移籍し計13選手が退団した。天皇杯では1回戦でファジアーノ岡山FCに延長の末勝利したが、2回戦でロアッソ熊本に敗れた。
2016年
チームスローガン：強小八年 闘昇
新監督に前水戸監督の柱谷哲二が就任。片岡洋介、前田俊介、中島崇典、黒津勝、小谷野顕治、タム・シイアンツンが完全移籍で、池ヶ谷颯斗、宮市剛が期限付き移籍で加入した。大卒新人3選手、高卒新人1選手が加入、U-18から2選手が昇格。計14選手が加入した。シーズン途中にはブラジル出身のバルチ・ジュニオールが完全移籍で、福島春樹が期限付き移籍で加入した。
昨年は債務超過により断念したJ2ライセンスを申請し、9月にJ2ライセンスが2年ぶりに交付された。しかし序盤から低迷し、早い段階で鳥取のJ2復帰の可能性が消滅した。最終順位は8勝6分16敗で15位に終わった。
シーズン中の11月1日、柱谷監督との来年度の契約を交わさないことを発表し退任が決定した。シーズン終了後には今季から加入した中島崇典・バルチ・ジュニオール、のちに引退を発表した小谷野顕治・川鍋良祐など7選手と契約非更新、福島春樹・宮市剛は期限付き移籍期間満了、フェルナンジーニョはブラジルへ帰国し、計10選手が退団した。天皇杯では1回戦でファジアーノ岡山ネクストに勝利したが、2回戦で大宮アルディージャに敗れた。
2017年
チームスローガン：強小九年 10SPIRITS
新監督に前京都U-18監督の森岡隆三が就任。
原口拓人、石神幸征、内山裕貴が完全移籍で、沼大希、岩元颯オリビエが期限付き移籍で加入した。期限付き移籍だった池ヶ谷颯斗が完全移籍に移行、大卒新人3選手が加入、U-18から1選手が昇格し計9選手が加入した。
開幕から3試合を2勝1分と好スタートを切ったが、第8節から4連敗を含む10試合未勝利でJ3リーグが約1カ月の休止期間に入る直前の第18節、盛岡戦で約2カ月半ぶりの勝利を挙げるも、結局それがシーズン公式戦最後の勝利となり、中断明けからは7連敗を含む4分11敗、15戦連続未勝利のまま終了、4勝9分19敗の勝点21、16位のガンバ大阪U-23に勝点差5をつけられJ3リーグ最下位となった。また、最終節のホームで対戦した秋田に優勝を決められ、3シーズン連続で最終節のホームゲーム対戦相手に目の前で優勝を決められるという不名誉な記録ともなった。また10月29日のFC琉球戦は台風22号の接近による荒天もあり入場者数が573人とJFL時代も含めての最少観客数となるなど営業面でも振るわなかった。
シーズン終了後、杉本拓也・前田俊介など8選手と契約非更新、片岡洋介・石神幸征・岩元颯オリビエが現役を引退、沼大希が期限付き移籍期間満了、河合秀人が長野へ、秋山貴嗣が藤枝へそれぞれ移籍し計14選手が退団した。天皇杯では、1回戦で鹿児島ユナイテッドFCに敗れた。
2018年
チームスローガン：強小十年 10SPIRITS
森岡体制2年目。北野貴之、奥田裕貴、可児壮隆、上松瑛、星野有亮、松本翔が完全移籍で、甲斐健太郎が期限付き移籍で加入。大卒新人1選手が加入、U-18から世瀬啓人と那須甚有が昇格。フェルナンジーニョが1年ぶりに復帰、ブラジル・サントスFCからレオナルドとヴィートル・ガブリエルが加入し、計13選手が加入する一方で、磯江太勢が松江シティFCへ期限付き移籍。シーズン途中には西山雄介と魚里直哉が完全移籍で、仙石廉が期限付き移籍で加入した。
開幕から6戦無敗（4勝2敗）で、第3節と第5節から第7節まで首位に立ったものの、第7節から3連敗を含む5戦未勝利（1分4敗）で一気に10位にまで順位を落とす。続く第12節秋田戦では7試合ぶりに勝利し7位に浮上したものの、その直後の6月4日、森岡の解任と須藤大輔の監督就任が発表された。監督交代後は連勝し首位の鹿児島と勝点差3の暫定3位に浮上するが、夏のリーグ戦休止期間前の時点では首位琉球に勝点差8の5位となる。リーグ戦再開後は4位から6位の間を推移していたが、最終6節を再び4勝2分の無敗で終えたため最終節終了時に3位に浮上してシーズンを終えた。また、レオナルドがリーグで24得点を挙げJ3得点王のタイトルを獲得した。
シーズン終了後、須藤が家庭の事情を理由に監督を退任、奥田裕貴・U-18出身の畑中槙人など5選手と契約非更新、仙石廉（後に引退）・甲斐健太郎が期限付き移籍期間満了、期限付き移籍中の磯江太勢が松江へ完全移籍、加藤潤也が群馬へ、レオナルドが新潟へそれぞれ移籍し、計10選手が退団した。天皇杯では1回戦でヴェルスパ大分と対戦して延長でも決着がつかず、PK戦にもつれこみ4-2で勝利する。しかし、2回戦ではJ1のサンフレッチェ広島に0-2で敗れた。
2019年
チームスローガン：強小十一年 10SPIRITS
新監督に前鳥取U-18監督の髙木理己が就任。
三沢直人、福村貴幸、大屋翼が完全移籍で、市川暉記が期限付き移籍で加入。ブラジル出身のユリ（期限付き移籍）とアドリエルが加入し、計6選手が加入した。シーズン途中には鈴木国友と高畑奎汰が期限付き移籍で加入。
開幕戦でYS横浜に勝利した後、6試合勝ちなし（3分3敗）で第6節終了時には17位まで順位を下げ、その後もしばらく2桁順位で推移していたが、第14節から5連勝を含む6戦負けなしで第19節には2位と勝点差3の5位まで浮上した。第20節から中断期間を挟み5試合で1勝1分3敗、順位こそ6位ながら2位との勝点差を11まで広げられる。第25節から6戦負けなし（4勝2分）と再度追い上げを見せたものの、最終4節を1分3敗と失速し最終的に14勝8分12敗、勝点50の7位に終わった。天皇杯では1回戦で環太平洋大学にPK戦で勝利したが、2回戦でJ1の大分トリニータに敗れた。
シーズン終了後、9選手と契約非更新、市川暉記・鈴木国友・高畑奎汰・ユリが期限付き移籍期間満了、福村貴幸が東京Vへ、林誠道が今治へそれぞれ移籍し、計15選手が退団した。
2020年
チームスローガン：情熱2020
髙木体制2年目。田尻健、福留健吾（大山町出身）、藤原拓也、小牧成亘が完全移籍で、坂井大将、新井光、大城蛍、ハモンが期限付き移籍で加入。大卒新人として糸原紘史郎（倉吉市出身）、安藤一哉、新井泰貴、大久保優が、高卒新人として田口裕也が加入、U-18から坂本敬が昇格。ブラジル出身のジョアンデルソンが加入し、計15選手が加入する一方で那須甚有が松江シティFCへ期限付き移籍。10月には谷尾昂也が6年ぶりに復帰した。
第3節の勝利で3位浮上した後3位を維持し、第10節終了時点でJ2昇格圏の2位に浮上したものの、続く第11節に再び3位に落ち、その後第14節から8試合で2勝6敗と足踏みし7位まで降格、2位との勝点差も8まで広がる。その後第26節からの3連勝で再び3位に浮上、2位との勝点差も2まで縮めたが、直後の連敗で差を広げられ、第32節、既に優勝を決めている秋田に引き分け、2位長野が勝利し勝点差が7となり、2試合を残してJ2昇格圏となる2位に入る可能性が完全消滅となり、最終的に17勝6分11敗の5位となった。
シーズン終了後、計6年在籍したフェルナンジーニョが現役引退、4選手と契約非更新、上松瑛・ジョアンデルソンが退団、ハモン・坂井大将・大城蛍が期限付き移籍期間満了、期限付き移籍中の那須甚有が松江へ完全移籍、三沢直人が京都へ、井上黎生人が岡山へそれぞれ移籍し、計13選手が退団した。
2021年
チームスローガン：強翔
髙木体制3年目。鈴木順也、谷口智紀、妹尾直哉、清永丈瑠、永島悠史、石川大地が完全移籍で、杉井颯、原田虹輝、秋山大地、横川旦陽が期限付き移籍で加入。大卒新人として小山珠里が、高卒新人として石田侑資が加入、計12選手が加入。9月には小田垣旋が加入した。
開幕7試合で2勝とスタートダッシュに失敗、5月4日付けで髙木の監督解任が発表された。5月10日に前鹿児島監督の金鍾成が監督に就任した。監督交代後の公式戦初戦となる天皇杯1回戦ではFC徳島戦に4-1で快勝したが、2回戦でJ1のセレッソ大阪に敗れた。J3リーグ戦では前半戦最後の第15節藤枝MYFC戦で監督交代後初勝利を挙げるまで6試合で1分5敗と低迷し、長野にホームで1-8の大敗を喫した第11節終了時点で最下位に転落。後半戦に入り第18、20節に昇格争い中の岐阜、富山両チームにいずれもアウェーで勝利し最下位こそ脱したものの、両試合以外全敗で順位は13位より上には上がらず第22節（21試合）終了時点で7試合を残し、鳥取のJ2昇格の可能性が完全に消滅。最終的に9勝2分17敗、勝点29の12位に終わった。シーズン終了後、可児壮隆など期限付き移籍期間満了を含めて9選手が退団した。
2022年
チームスローガン：走ぜる（はぜる）
金体制2年目。知久航介、増谷幸祐、田村亮介が完全移籍で、大卒新人として馬場琢未、長井響、文仁柱、小澤秀充、丸山壮大、小林陸玖が、高卒新人として髙尾流星が加入。計10選手が加入した。3月には澤上竜二が期限付き移籍で加入した。
前半戦は開幕10試合で1勝1分8敗、17試合終了時点で3勝・17位と不振だったものの、後半戦では9勝を挙げ最終結果は12勝5分17敗の勝点41の12位、総得点はリーグ3位タイとなる55得点を挙げた。天皇杯では1回戦でヴェルスパ大分に0-4で敗れた。アマチュアチームに敗れたのは2008年大会の讃岐（当時四国リーグ所属）以来14年ぶりとなる。
シーズン終了後、新井泰貴と魚里直哉が藤枝へ、田口裕也は岐阜へ、石田侑資はいわきへ、石川大地は熊本へ移籍など計13選手が退団した。
2023年
チームスローガン：Beyond（ビヨンド）
金体制3年目。田中恵太、普光院誠、重松健太郎、飯泉涼矢、井岡海都、富樫佑太、遊馬将也が完全移籍で、牛之濵拓が期限付き移籍で、大卒新人として高麗稜太、東條敦輝（U-18出身）が加入。U-18から西尾響が昇格。計11選手が加入した。4月には長谷川アーリアジャスール、9月には吉井佑将が加入した。開幕から2連勝で第2節終了時点で首位に立つが、直後の第3節から6試合連続勝利なし（4分2敗）、第9節勝利後、第14節ホーム最下位北九州戦の敗戦で第10節から5試合連続勝利なし（2分3敗）18位となった6月18日に金監督を解任、増本浩平ヘッドコーチが代行監督に就任すると、続く第15節アウェー鹿児島戦での勝利を皮切りに7試合連続負けなし（4勝3分）、第22節から4試合で1勝3敗と調子を落とすも、第26節から6戦負けなし（4勝2分）で5位まで浮上し、10月17日には暫定体制としていた増本監督のままシーズン終了まで継続することを発表、直後の4戦は2分2敗だったものの、最終3戦は2勝1分で最終的に6位でシーズンを終えた。シーズン最終戦前の11月24日、増本監督との契約を更新しないことが発表された。
シーズン終了後、7年在籍の石井光輝、同年7得点を挙げた重松健太郎、在籍2年でリーグ52試合出場した増谷幸祐など8選手と契約非更新、飯泉涼矢は水戸へ、牛之濱拓は北九州へ、文仁柱は岐阜へ、田村亮介は奈良へ、鈴木順也は琉球へ、糸原紘史郎は山口へ移籍、計14選手が退団した。
2024年
チームスローガン：Stay Hungry（ステイ ハングリー）
新監督にヴィッセル神戸でコーチやスカウトを務めた林健太郎が就任。曽我大地（6年ぶり復帰）・櫻庭立樹・大城蛍（4年ぶり復帰）・小泉隆斗・伊川拓・東出壮太・温井駿斗・松木駿之介・三木直土・金浦真樹・二階堂正哉が完全移籍で、大卒新人として常安澪（前年特別指定選手）・田中翔太・西田結平・牛田援が加入、計15選手が加入した。4月には木下慎之輔、5月には宮田和純（8月に期限付き移籍終了）がそれぞれ期限付き移籍で加入、7月には高柳郁弥が期限付き移籍で加入する一方で、この年の主将でU-18時代を含めクラブに10年在籍した世瀬啓人が藤枝へ完全移籍、9月には玉城大志が期限付き移籍で加入した。チームは第12節大宮アルディージャ戦に0-3で敗れて以降第23節FC岐阜に2－0で勝利するまで約3か月白星から遠ざかったが、その後11試合8勝1分2敗と巻き返し第34節カターレ富山戦終了時にはプレーオフ圏内の6位まで勝ち点差2となるなど肉薄した。しかしその後大宮アルディージャ、FC今治と上位陣に連敗。最終的に13位でシーズンを終えた。
今シーズンからJリーグ全チームが対象となったルヴァンカップには2回戦から参加し浦和レッズに2‐5で敗戦。天皇杯は1回戦中国サッカーリーグのFCバレイン下関に1-1からPK戦の末敗れた。アマチュアチームに敗れるのは3年連続である。
シーズン終了後、Jリーグアウォーズにて第27節アスルクラロ沼津戦の普光院誠のゴールがJ3最優秀ゴールに、J3フェアプレー個人賞に小澤がそれぞれ選出された。また、長谷川アーリアジャスールが現役引退、6選手と契約非更新、木下慎之輔・高柳郁弥・玉城大志が期限付き移籍期間満了、松木駿之介は藤枝へ、田中翔太は群馬へ移籍、計12選手が退団した。
12月23日、チームは同日付で岡野代表取締役GMの退任を発表。岡野は選手時代の2009年から15年間過ごした鳥取を離れることとなった。オールガイナーレYAJINスタジアムの名前は存続するものの、YAJINプロジェクトは2024年実施分を以てファイナルとなる。
2025年
チームスローガン：勇往邁進（ゆうおうまいしん）
林体制2年目。吉田伊吹・藤田一途・大嶋春樹・寺沢優太が完全移籍で、清水祐輔・棚田遼・半田航也・河村匠・永野修都が期限付き移籍で、新卒選手として松本太一・東根輝季・アメリカ出身のダッジィ・中国出身の金世明が加入、計13選手が加入した。

## タイトル・表彰

### チーム
- 日本フットボールリーグ：1回
  - 2010年

### 個人
J3リーグ
- 得点王
  - 2018年 : レオナルド（24得点）
- 最優秀ゴール賞
  - 2024年 : 普光院誠
- フェアプレー個人賞
  - 2024年 : 小澤秀充
- 月間MVP
  - フェルナンジーニョ：1回（2019年7月度）
  - 林誠道：1回（2019年10月度）
  - 田口裕也：1回（2021年11・12月度）
- 月間ベストゴール
  - 林誠道：1回（2019年8月度）
  - 普光院誠：1回（2024年9月度）
- 月間優秀監督賞
  - 髙木理己：2回（2019年7月度・10月度）
  - 林健太郎：1回（2024年10月度）

日本フットボールリーグ
- 年間最優秀選手
  - 2010年 : 服部年宏
- ベストイレブン
  - 2009年 : 吉野智行
  - 2010年 : 小針清允、喜多靖、服部年宏、美尾敦
- 敢闘賞
  - 2010年 : 実信憲明
- 最優秀監督賞
  - 2010年 : 松田岳夫

### その他表彰
- J3フェアプレー賞：5回
  - 2018年-2022年

## スタジアム・練習場

### スタジアム
鳥取県内で唯一J2スタジアム基準を満たしている、鳥取市のAxisバードスタジアム（2008年4月1日-2020年3月31日はとりぎんバードスタジアム）をホームスタジアムとして使用している。2014年のJ3降格以後は、クラブ自前のスタジアムでもあり、J3開催基準を満たす米子市のオールガイナーレYAJINスタジアム（2012年11月1日 - 2022年12月31日はチュウブYAJINスタジアム）も併用している。なお、SC鳥取時代は米子市の東山陸上競技場（どらドラパーク米子陸上競技場：どらパー）をホームスタジアムとしていた。Jリーグ準加盟（2007年）以降の開催スタジアムは「当項目」を参照のこと。
バードスタジアムは収容人員の関係でJ1スタジアム基準を満たしていないため、クラブではスタジアムを管理する鳥取市に観客席の増設を要請している が、クラブの成績と財政問題を勘案して観客席の増設は見送られている。
バードスタジアム開催の際には、スタジアムの駐車場がほとんど無い（イベントスペースとして供出される）ため、千代川倉田スポーツ広場（鳥取市円通寺）およびオフィシャルサプライヤーでもあるグッドヒルの本社（鳥取市吉成）を臨時無料駐車場として開放し、とりスタまでのシャトルバスを運行しているほか、鳥取駅周辺の複数の有料駐車場と提携して、観戦チケットの半券提示で6時間無料駐車サービスなどの施策を行っている。

### 年度別入場者数

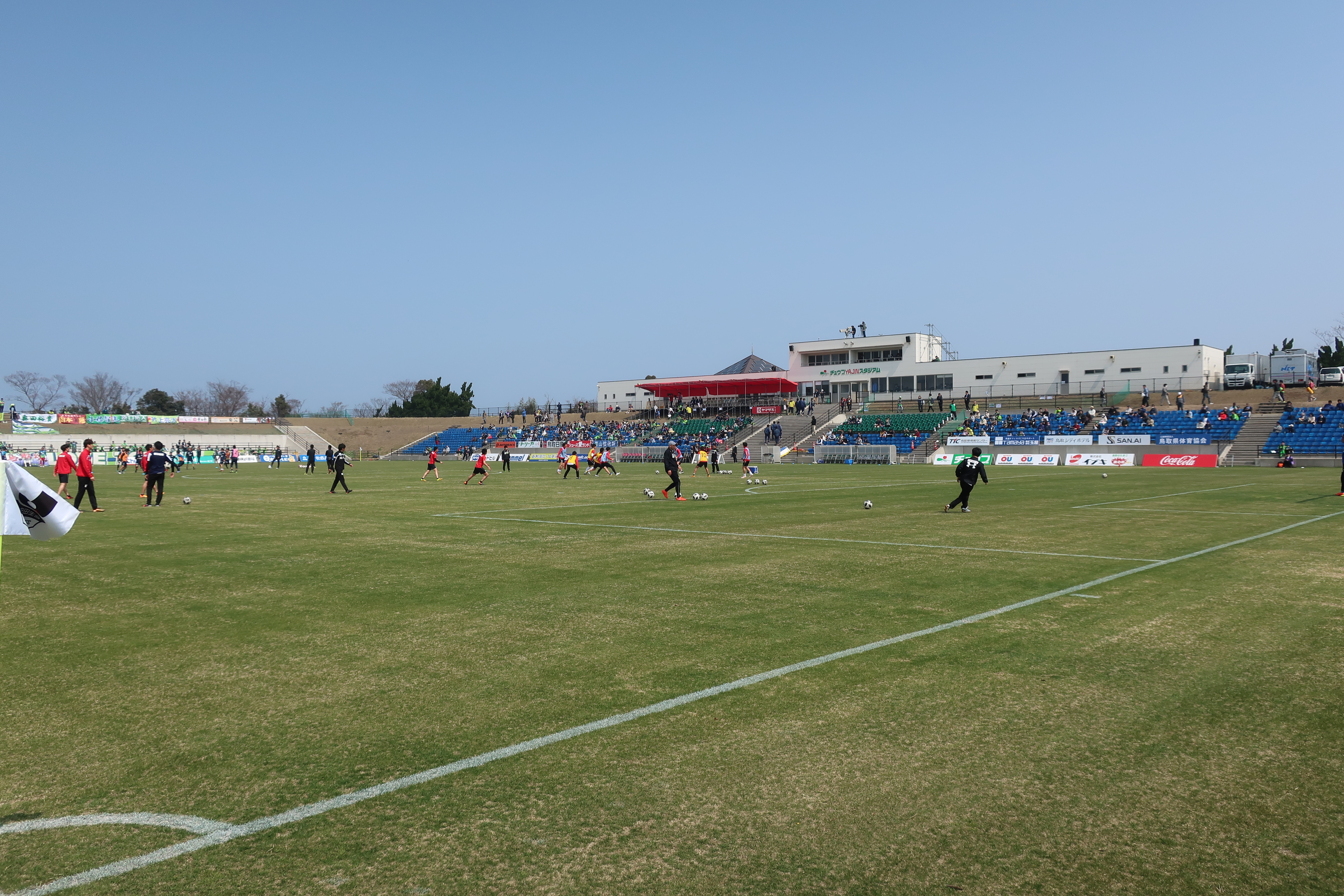
オールガイナーレYAJINスタジアム

- Axis：Axisバードスタジアム（=とりスタ：とりぎんバードスタジアム / =鳥取：鳥取市営サッカー場）
- ヤジン：オールガイナーレYAJINスタジアム（=チュスタ：チュウブYAJINスタジアム）
- どらパー：どらドラパーク米子陸上競技場（=東山陸：米子市営東山陸上競技場）
- 布勢：鳥取県立布勢総合運動公園陸上競技場（現・ヤマタスポーツパーク陸上競技場）
- 入場者数の太字は、プロ化以降の各所属ディビジョン毎の歴代最多および最少
- 試合数および入場者数のデータはリーグ戦のみ（関連：日本プロサッカーリーグ#試合入場者数）。

| 年度 | 所属 | 合計 入場者数 |          | 最多入場者数 | 最多入場者数 | 最多入場者数 |              | 最少入場者数 | 最少入場者数 | 最少入場者数          |                       | 平均 入場者数 | 試合数 | ホームゲーム 開催スタジアム |
| 年度 | 所属 | 合計 入場者数 | 入場者数 | 相手         | 会場         | 入場者数     | 相手         | 会場         |              |                       |                       | 平均 入場者数 | 試合数 | ホームゲーム 開催スタジアム |
| ---- | ---- | ------------- | -------- | ------------ | ------------ | ------------ | ------------ | ------------ | ------------ | --------------------- | --------------------- | ------------- | ------ | --------------------------- |
| 2007 | JFL  | 29,832        |          | 3,811        | ソニー       | 鳥取         |              | 851          | YKK AP       | 鳥取                  |                       | 1,755         | 17     | 鳥取10、東山陸4 布勢3       |
| 2008 | JFL  | 54,682        | 7,117    | 刈谷         | 東山陸       | 1,363        | 栃木         | とりスタ     | 3,217        | とりスタ13、東山陸4   |                       |               | 17     |                             |
| 2009 | JFL  | 58,128        | 6,188    | Honda        | とりスタ     | 1,267        | 町田         | とりスタ     | 3,419        | とりスタ12、どらパー5 |                       |               | 17     |                             |
| 2010 | JFL  | 59,418        | 9,499    | SAGAWA       | とりスタ     | 1,837        | ロック       | とりスタ     | 3,495        | とりスタ13、どらパー4 |                       |               | 17     |                             |
| 2011 | J2   | 70,152        | 8,212    | 横浜FC       | とりスタ     | 1,787        | 草津         | とりスタ     | 3,692        | 19                    | とりスタ19            |               |        |                             |
| 2012 | J2   | 65,786        | 6,629    | 岡山         | とりスタ     | 1,363        | 草津         | とりスタ     | 3,133        | 21                    | とりスタ21            |               |        |                             |
| 2013 | J2   | 86,033        | 10,096   | G大阪        | とりスタ     | 1,530        | 福岡         | とりスタ     | 4,097        | 21                    | とりスタ21            |               |        |                             |
| 2014 | J3   | 55,242        | 5,892    | 金沢（20節） | とりスタ     | 1,832        | 長野（5節）  | とりスタ     | 3,069        | 18                    | とりスタ13、チュスタ5 |               |        |                             |
| 2015 | J3   | 35,953        | 4,013    | 山口（39節） | とりスタ     | 1,096        | J-22（15節） | とりスタ     | 1,892        | 20                    | とりスタ16、チュスタ4 |               |        |                             |
| 2016 | J3   | 28,471        | 3,450    | 大分         | とりスタ     | 1,321        | 相模原       | とりスタ     | 1,787        | 15                    | とりスタ13、チュスタ2 |               |        |                             |
| 2017 | J3   | 24,938        | 2,435    | 栃木         | とりスタ     | 573          | 琉球         | とりスタ     | 1,559        | 16                    | とりスタ13、チュスタ3 |               |        |                             |
| 2018 | J3   | 42,519        | 4,817    | 福島         | とりスタ     | 1,302        | 秋田         | とりスタ     | 2,657        | 16                    | とりスタ13、チュスタ3 |               |        |                             |
| 2019 | J3   | 37,889        | 4,011    | 八戸         | とりスタ     | 946          | F東23        | とりスタ     | 2,228        | 17                    | とりスタ14、チュスタ3 |               |        |                             |
| 2020 | J3   | 13,731        | 1,451    | C大23        | Axis         | 0            | 岐阜         | Axis         | 808          | 17                    | Axis13、チュスタ4     |               |        |                             |
| 2021 | J3   | 16,604        | 1,861    | 宮崎         | チュスタ     | 739          | YS横浜       | Axis         | 1,186        | 14                    | Axis12、チュスタ2     |               |        |                             |
| 2022 | J3   | 29,672        | 3,017    | 鹿児島       | Axis         | 646          | 愛媛         | Axis         | 1,745        | 17                    | Axis14、チュスタ3     |               |        |                             |
| 2023 | J3   | 43,325        | 5,411    | 松本         | Axis         | 1,190        | 長野         | Axis         | 2,280        | 19                    | Axis16、チュスタ3     |               |        |                             |
| 2024 | J3   | 46,245        | 5,057    | FC大阪       | Axis         | 934          | 讃岐         | Axis         | 2,434        | 19                    | Axis16、チュスタ3     |               |        |                             |

### 練習場

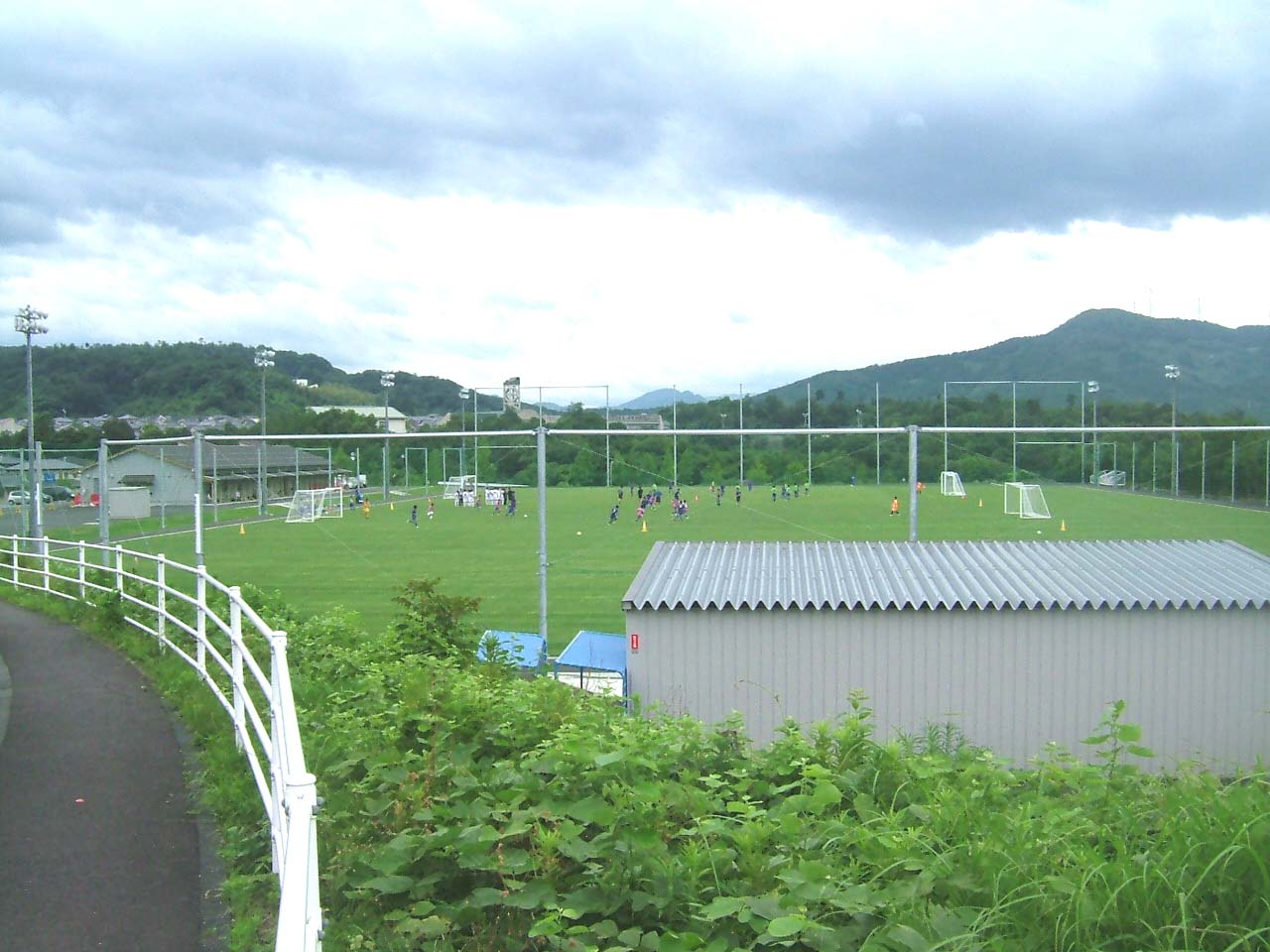
鳥取市若葉台スポーツセンター

練習場はスタジアムに近い鳥取市内の鳥取市若葉台スポーツセンター（鳥取市若葉台北） とコカ・コーラウエストスポーツパーク（鳥取市布勢）、クラブが主な拠点としている米子市内のオールガイナーレYAJINスタジアム（米子市安倍） と東山運動公園（米子市東山町） を使用する。
チュスタは 2012年3月30日に着工、同年11月末に完成した、7,390人収容の球技専用スタジアム。ガイナーレの運営会社であるSC鳥取の本社もチュスタのクラブハウス内にあり、2018年現在は基本的にここで練習を行っている。2014年以降はJ3の試合も開催されているが、J2以上の場合は収容人員の規格の問題上チュスタの使用が困難なため、将来的に県西部のサポーターの集客を高めるための交通アクセスの改善、さらには「とりスタを試合の本拠地、チュスタを育成の場」と位置付ける計画も予定している。
なお、チュスタをはじめとするクラブの拠点がある米子市と、試合会場のある鳥取市とは約90㎞離れており、JR特急でも1時間強（米子駅～鳥取駅）、車では約2時間ほどの距離がある。経営面から選手移動を原則として「米子からのバス移動」としていた2017年シーズンは、たとえホームゲームであっても当日の米子市からのバス移動となることから、鳥取市内に前泊するアウェイクラブよりもコンディション面で不利となり、試合内容に影響を及ぼしたこともあったという。

## ユニフォーム

### チームカラー
- ライトグリーン[1]
  - なお、この色は鳥取県の特産品である二十世紀梨が元になっている。

### ユニフォームスポンサー
| 掲出箇所   | スポンサー名       | 表記                   | 掲出年          | 備考 |
| 胸         | 山陰合同銀行       | ごうぎん               | 2007年 2023年 - | 2008年 - 2009年はパンツ 2018年 - 2022年は鎖骨左側 2007年 - 2009年は「森を守ろう」表記 2018年 - 2021年は「山陰合同銀行」表記                     |
| 鎖骨左     | 鳥取ガスグループ   | enetopia               | 2023年 -        | 2014年 - 2022年は胸 2014年 - 2016年は「鳥取ガス」表記 2017年は「TOTTORI GAS GROUP」表記 2018年は「鳥取ガス 100th Anniversary -since 1918-」表記 |
| 鎖骨右     | 大山どり           | だいせん 大山どり      | 2018年5月 -     | |
| 背中上部   | 三光               | 三光グループ           | 2017年 -        | 2017年 - 2021年は袖 （「三光」表記） |
| 背中下部   | 中海テレビ放送     | 中海テレビ放送         | 2018年 -        | |
| 袖         | 鳥取県情報センター | TIC 鳥取県情報センター | 2022年 -        | 2022年 - 2024年はパンツ背面 |
| パンツ前面 | アクシス           | AXiS                   | 2017年 -        | |
| パンツ背面 | 無し               | 無し                   |                 | |

- 2012年 - 2017年は右胸エンブレム下、2018年は右袖J3リーグロゴマーク下に「強小鳥取」の文字が入った。
- 2025年から背番号の下に選手ネームが入った[19]。

### ユニフォームサプライヤーの遍歴
- 2003年[注 4] - 2018年：ヒュンメル[20][21]
- 2019年[22] - 2020年[23]：プーマ
- 2021年[24] - 現在：サッカージャンキー

### 歴代ユニフォーム
| FP 1st      | FP 1st      | FP 1st      | FP 1st | FP 1st |
| ----------- | ----------- | ----------- | ------ | ------ |
| 2007 - 2008 | 2009 - 2010 | 2011 - 2012 | 2013   | 2014   |
| 2015        | 2016        | 2017        | 2018   | 2019   |
| 2020        | 2021        | 2022        | 2023   | 2024   |
| 2025 -      |             |             |        |        |
|             |             |             |        |        |

| FP 2nd      | FP 2nd      | FP 2nd      | FP 2nd | FP 2nd      |
| ----------- | ----------- | ----------- | ------ | ----------- |
| 2007 - 2008 | 2009 - 2010 | 2011 - 2012 | 2013   | 2014 - 2015 |
| 2016        | 2017        | 2018        | 2019   | 2020        |
| 2021        | 2022        | 2023        | 2024   | 2025 -      |
|             |             |             |        |             |

### 歴代ユニフォームスポンサー表記
| 年度 | 箇所                                    | 箇所         | 箇所                  | 箇所           | 箇所           | 箇所                   | 箇所                            | 箇所                   | サプライヤー |
| 年度 | 胸                                      | 鎖骨左       | 鎖骨右                | 背中上部       | 背中下部       | 袖                     | パンツ前面                      | パンツ背面             | サプライヤー |
| 2007 | 森を守ろう                              | 解禁前       | 解禁前                | 吾左衛門寿し   | 解禁前         | OUランド ・ホテル      | マックスサポート コールサポート | 解禁前                 | hummel       |
| 2008 | 大山黒牛                                | 解禁前       | 解禁前                | -              | 解禁前         | -                      | 森を守ろう                      | 解禁前                 | hummel       |
| 2009 | 大山黒牛                                | 解禁前       | 解禁前                | ガンバロウ鳥取 | 解禁前         | PURE CITY              | 森を守ろう                      | 解禁前                 | hummel       |
| 2010 | 大山黒牛                                | 解禁前       | 解禁前                | 白バラ牛乳     | 解禁前         | 因幡の白うさぎ         | 食のみやこ鳥取県                | 解禁前                 | hummel       |
| 2011 | NANO Optonics Energy                    | 解禁前       | 解禁前                | 白バラ牛乳     | 解禁前         | 因幡の白うさぎ         | 焼肉 強小亭                     | 解禁前                 | hummel       |
| 2012 | NANO Optonics Energy                    | 解禁前       | 解禁前                | 白バラ牛乳     | 解禁前         | 因幡の白うさぎ         | -                               | 解禁前                 | hummel       |
| 2013 | ポプラ                                  | 解禁前       | 解禁前                | 白バラ牛乳     | 解禁前         | 因幡の白うさぎ         | - / 堀田石油                    | 解禁前                 | hummel       |
| 2014 | 鳥取ガス                                | 解禁前       | 解禁前                | 白バラ牛乳     | 解禁前         | 因幡の白うさぎ         | ポプラ                          | 解禁前                 | hummel       |
| 2015 | 鳥取ガス                                | 解禁前       | 解禁前                | -              | 解禁前         | 因幡の白うさぎ         | 白バラ                          | 解禁前                 | hummel       |
| 2016 | 鳥取ガス                                | 解禁前       | 解禁前                | 因幡の白うさぎ | Eco Ring       | 白バラ牛乳             | -                               | 解禁前                 | hummel       |
| 2017 | TOTTORI GAS GROUP                       | 解禁前       | 解禁前                | 因幡の白うさぎ | 白バラ牛乳     | 三光                   | AXiS                            | 解禁前                 | hummel       |
| 2018 | 鳥取ガス 100th Anniversary -since 1918- | 山陰合同銀行 | - / だいせん 大山どり | 因幡の白うさぎ | 中海テレビ放送 | 三光                   | AXiS                            | 解禁前                 | hummel       |
| 2019 | enetopia                                | 山陰合同銀行 | だいせん 大山どり     | 因幡の白うさぎ | 中海テレビ放送 | 三光                   | AXiS                            | 解禁前                 | PUMA         |
| 2020 | enetopia                                | 山陰合同銀行 | だいせん 大山どり     | 因幡の白うさぎ | 中海テレビ放送 | 三光                   | AXiS                            | -                      | PUMA         |
| 2021 | enetopia                                | 山陰合同銀行 | だいせん 大山どり     | 因幡の白うさぎ | 中海テレビ放送 | 三光                   | AXiS                            | BARCOS                 | Soccer Junky |
| 2022 | enetopia                                | ごうぎん     | だいせん 大山どり     | 三光グループ   | 中海テレビ放送 | 因幡の白うさぎ         | AXiS                            | TIC 鳥取県情報センター | Soccer Junky |
| 2023 | ごうぎん                                | enetopia     | だいせん 大山どり     | 三光グループ   | 中海テレビ放送 | 因幡の白うさぎ         | AXiS                            | TIC 鳥取県情報センター | Soccer Junky |
| 2024 | ごうぎん                                | enetopia     | だいせん 大山どり     | 三光グループ   | 中海テレビ放送 | 因幡の白うさぎ         | AXiS                            | TIC 鳥取県情報センター | Soccer Junky |
| 2025 | ごうぎん                                | enetopia     | だいせん 大山どり     | 三光グループ   | 中海テレビ放送 | TIC 鳥取県情報センター | AXiS                            | -                      | Soccer Junky |

## チーム情報

### GM
- 竹鼻快 : 2007年-2011年
- 岡野雅行 : 2014年-2024年

### 強化部
- 神野卓哉 : 2011年
- 喜多靖 : 2012年
- 前田浩二 : 2013年
- 吉野智行 : 2014年-2022年
- 小谷野拓夢 : 2023年
- 遊馬将也 : 2024年-

### スタジアムDJ
- 田子千尋 : 2007年-2009年（湘南ベルマーレと兼任）
- 三村ロンド : 2007年-2010年（同上）

基本的に三村が一人で担当し、これに田子が加わって二人で担当するケースもあった。なお、田子・三村が共に来場できない場合は、地元CATV局アナウンサーなどが行った。
スタジアムDJに田子および三村が起用されたのは、前GM竹鼻快の「試合内容以外の部分でのサポーターの満足度を高める」という方針と、竹鼻が元々湘南ベルマーレの職員だったというコネクションもある。
- 平野智一 : 2011年-2013年

スタジアムDJは、オーディションで選ばれた平野ともう1名による最終選考がプレシーズンマッチの中で行われ、サポーターによる投票の結果、平野が選ばれた。
- 高地真吾 : 2014年-

### ガイナーレガール
鳥取県内でフリーペーパーなどを作成・発行・配布している株式会社Peebaが発行している「鳥取美少女図鑑」とのコラボレーションにより、2011年7月に10名のPRガールが選ばれ、2012年1月までガイナーレガールとしてホームゲームや各種イベントに出演した。2012年以降もメンバーを入れ替えて選出している。

### ガイナーレ鳥取もりあげ隊
- ほのまる[29] : 2014年 - 2015年（メンバーの向井登志彦は米子市出身）
- Chelip[30] : 2014年 - （鳥取県出身の2人によるアイドルユニット）

### ガイナレディーズ
2017年5月17日に発表があり、メンバーは全員で13名でTV出演、CM出演、雑誌活動、歌手活動、モデル活動などメディア露出に特化し表舞台に立つチーム『Entertainment TEAM』10名（Chelipのメンバーも含まれる）と、ガイナレディーズの活動をより幅広くする為のいわゆる裏方企画考案チーム『Planning TEAM』3名で構成される。

### サポートソング
鳥取県米子市出身のシンガーBeijyの1stシングル「光の先へ」（2009年6月リリース）がサポートソングとして選ばれた。Beijy自身もホームゲームイベント等でスタジアムを何度か来訪し本曲を歌ったほか、試合観戦もしている。また、これとは別にスタジアム用のBGMとして、四種のオリジナル曲が作られ、既存のJリーグアンセム等々と併せてそれぞれのシーンに応じて流されている。

### ホームタウン・デイ
2011年シーズン途中から、ホームゲームごとに鳥取県内各市町村（一部町村は合同で）を対象とするホームタウン・デイが設けられ、該当する市町村住民を対象とするチケットの割引販売、市町村紹介イベント、物産販売などが行われている。

## 下部組織

### 株式会社SC鳥取が運営する組織
アカデミースタッフ
- 雨野裕介 :アカデミーダイレクター
- 髙木理己 :U-18監督
- 畑野伸和 :U-15監督
- 森野巧 :U-15コーチ
- 釜田佳吾 :U-18コーチ
- 大部由美 :U-15コーチ
- 清水裕之 :U-15GKコーチ

ガイナーレ鳥取U-18
2008年に設立。米子松蔭高等学校と提携している。
| 年度 | カテゴリ        | 戦績 | クラ選                          | Jユース                    | U-18監督 |
| ---- | --------------- | ---- | ------------------------------- | -------------------------- | -------- |
| 2008 |                 |      | -                               | -                          |          |
| 2009 | わかとり        | 2位  | -                               | -                          | 畑野伸和 |
| 2010 | わかとり        | 1位  | -                               | -                          | 畑野伸和 |
| 2011 | プリンス中国2部 | 4位  | -                               | 予選リーグ4位              | 畑野伸和 |
| 2012 | プリンス中国2部 | 6位  | グループリーグ4位               | 予選リーグ3位              | 畑野伸和 |
| 2013 | わかとり1部     | 1位  | グループリーグ4位               | 1回戦敗退（予選リーグ2位） | 畑野伸和 |
| 2014 | わかとり1部     | 1位  | グループリーグ3位               | 予選リーグ3位              | 吉澤英生 |
| 2015 | わかとり1部     | 1位  | -                               | 1回戦敗退                  | 辻本茂輝 |
| 2016 | わかとり1部     | 3位  | グループリーグ4位               | 1回戦敗退                  | 辻本茂輝 |
| 2017 | わかとり1部     | 1位  | ラウンド16（グループリーグ2位） | 2回戦敗退                  | 髙木理己 |
| 2018 | プリンス中国    | 10位 | -                               | 1回戦敗退                  | 髙木理己 |

ガイナーレ鳥取U-15
2007年までは「SC鳥取ヴェルドール」の名称で活動
| 年度 | カテゴリ   | 戦績 | クラ選 | 高円宮杯 | U-15監督 |
| ---- | ---------- | ---- | ------ | -------- | -------- |
| 2008 |            |      | -      | -        |          |
| 2009 | プログレス | 8位  | -      | -        |          |
| 2010 | プログレス | 9位  |        | -        |          |
| 2011 | プログレス | 3位  |        |          | 雨野裕介 |
| 2012 | プログレス | 3位  |        |          | 雨野裕介 |
| 2013 | プログレス | 10位 | -      |          | 雨野裕介 |
| 2014 | 鳥取県1部  | 優勝 |        | -        | 雨野裕介 |
| 2015 | プログレス | 7位  | -      |          | 雨野裕介 |
| 2016 | プログレス | 6位  | -      |          | 畑野伸和 |
| 2017 | プログレス | 8位  | -      | -        | 畑野伸和 |
| 2018 | 鳥取県1部  | 3位  | -      |          | 畑野伸和 |

### NPO法人やまつみスポーツクラブが運営する組織
- SC鳥取ドリームス（OB主体チーム）
- SC鳥取プエデジュニアユース（中学生チーム）
- SC鳥取プエデジュニア（小学生チーム）
- SC鳥取フィオーレ（女子チーム）

## 財政問題
2008年8月12日、ガイナーレを運営する株式会社SC鳥取が選手補強や本拠地移転の費用等により債務超過となっていることが判明。これを受け、Jリーグから成績面でのJ2参入条件（4位以内）確保だけでなく、債務超過の解消と財務の健全化、経営基盤の強化が求められた。なお、株式会社SC鳥取によれば、J2に参加するためには、2008年11月末までに2億円の資金調達が必要であることが明らかになった。
その後、行政や個人・団体から支援金が集まり、さらに鳥取県と鳥取市が出資した「バードスタジアム国際交流基金」からJリーグ参入条件であるJFL4位以内を条件に約7000万円の出資が決定し、2億円の資金調達に目処が立った。しかし、同年のJFL4位以内の確保に失敗したため、基金からの出資は事実上白紙撤回となった。なお、2008年シーズン終了時点でのクラブの累積赤字は7000万円であった。
2009年以降、株式会社SC鳥取は身の丈運営でJリーグ参入を目指すことを表明しており、同年からチームの統一スローガンとして掲げられている「強小」は、その意思表示の文言である。「強小」の言葉は2012年版ユニフォームの胸にも表記されている。
2010年11月29日、Jリーグ臨時理事会でJ入会が決定したが、Jリーグ側は株式会社SC鳥取に対して2011年シーズンに向け5000万円の増資を行うことと、2011年度において単年黒字を達成することを要請した。なお、2012年1月期末時点で債務超過は解消されている。
クラブライセンスについては、2013-15年度のいずれもJ2ライセンスを交付されている。これはとりスタの実勢収容人員がJ1基準を満たしていないためであるとともに、本拠地（とりスタ）のスタジアムの屋根、トイレ数を充足していないとして「B等級基準未充足」として書面での改善計画書の提出を求める制裁（事実上の条件付き交付）を受けた。
しかし2015年度のライセンスについてはJ3所属であることのほかに、2014年度の財政面から、2013年度までの純資産・約5300万円を超える赤字、特にスポンサー・入場料・グッズ売り上げなどの収入などで約2億円の減収となる恐れが出るとJリーグから指摘され、ライセンスA等級条件の「債務超過」に抵触し、Jリーグのライセンスを交付できない（J3を含むJリーグからの除名の）可能性があるため、クラブライセンス第一審査機関から経営改善策として、
1. 「数千万円程度の増資」
2. 「数百万円程度の新規スポンサー加入」

の2つの条件を2014年10月30日までに確保するように命じ、それを充足した場合にライセンス効力が発生する「停止条件付き交付」とし、停止条件を満たしていない場合はJ2ライセンスは没収として、成績上のJ2昇格条件順位 を満たしてもJ2昇格不可とすることになった。
これについて、社長の塚野は「停止条件については、現在進めている増資手続きを期日までに完了することが中心でありますが、増資については民間企業から確約をいただいているので確実にクリアできる条件と考えています。幣クラブの財務管理能力の未熟さと、今季・来季のキャッシュ・フローの維持（クラブ持続性）が論点となりました。クラブとしては、今回の条件クリアは対蹠的処置にしか過ぎないと考えており、根本的な基盤整備やガイナーレの今後の方向性を再度みつめなおす作業は避けて通れないと考えています」としている
その後、民間企業1社からの増資引き受け、並びに複数の企業・団体から協賛スポンサーを締結するなどの増資手続きが行われ、停止条件を充足したものとみなして、2014年10月29日付けで「停止条件」を解除し、正式なJ2ライセンスが交付された
しかし、その後2015年1月期決算において債務超過が-1700万円、また単年度の赤字額も9500万円を計上したことが分かり、2016年度のクラブライセンス申請期間である2015年6月までに、債務超過を解消することが難しくなったことから、2015年4月の段階で2016年度のJ2ライセンス申請を断念することを発表した。

### 新たな収益源の開拓
こうした状況で選手補強もままならない中、GMの岡野雅行が境港市にスポンサー営業に行った際に聞いた、「金はないけど、うまい魚ならいっぱいある」という言葉をヒントに、2014年から「野人と漁師のツートッププロジェクト」を企画。クラブに選手補強資金を寄付すると、返礼品として境港で水揚げされた海産物が贈られるというもの（ふるさと納税と同様の手法）で、初年度は2648万円の寄付があり、MFフェルナンジーニョの獲得に成功している。
2018年にはチュウブYAJINスタジアムの管理で得たノウハウをもとに、チュスタのある弓ヶ浜半島の耕作放棄地となった砂地で芝生を生産して販売する「Shibafull」（しばふる）という事業にも着手している。パートナー企業から肥料化された下水道汚泥等を受け入れ、芝の手入れにはHondaのロボット芝刈り機を用いる など、新たな技術を導入している。

## 他クラブとの関係

### 湘南ベルマーレとの関係
塚野真樹は2006年にコーチライセンス取得のためSC鳥取から出向して、1年間にわたって湘南ベルマーレユースのコーチを務めた。その後、塚野は株式会社SC鳥取の社長就任のために鳥取に復帰したが、これと前後して湘南ベルマーレのクラブスタッフだった竹鼻快が鳥取のスタッフ（ゼネラルマネージャー職）として加入。スタジアムDJの項にもある三村ロンド、田子千尋らの起用など、ベルマーレ人脈を生かしてきた。選手も特にプロ化後に多くの選手がベルマーレから移籍した。

### 島根スサノオマジックとの関係
同じ山陰地方の隣県にあるプロスポーツチーム同士ということで、Bリーグの島根スサノオマジックと友好的な関係にある。公式サイトを相互リンクしたり、スサノオマジックの一部（鳥取県内で）の試合開催に於いてガイナーレ側が特設ブースを出すことがある一方、スサノオマジック側もJFL時代の米子開催時に中海市長会作成の共同ステッカーを配布したことがある。また、双方の社長が対談企画に参加したこともある。

### 復活!公園遊び
やまつみスポーツクラブがチーム運営をしていた前身のSC鳥取時代から、屋外で遊ぶ機会の少ない子供たちに、屋外で身体を使って遊ぶ機会を提供しようという観点から継続的に実施されているイベントである。選手やチームスタッフなどが「ガキ大将」役となり、参加する子供たちと共に鬼ごっこなどの遊びを行う。ガイナーレ鳥取となってからは選手等を同イベントに派遣するなどして、実行主体であるやまつみスポーツクラブに協力している。

## メディア

### テレビ
日本海テレビ
- ニュースevery日本海（毎週木曜日「熱く戦え!ガイナーレ」ほか）
- 週刊ガイナーレ (毎週土曜日「スパイス!!」内) - スカパー!でも放映（Jリーグクラブ応援番組セレクション枠）。
- KICK OFF! SANIN（毎週日曜日 6:30 - 7:00）

日本海ケーブルネットワーク
- 熱中! ガイナーレ

NHK鳥取放送局
- いちおしNEWSとっとり いちおしスポーツ

山陰放送（BSSテレビ）
- テレポート山陰 (月曜日コーナー「月スポ」内、金曜日コーナー「金スポ」内ほか)
- J-DREAM ガイナーレ劇場 - タイトルを変えつつ、JFL時代から続いていた応援番組。MCはMASAKO。かつてはシュナイダー潤之介がMCを務めたこともある。2012年11月に放送終了。

中海テレビ放送
- Chukai情報広場 パルディア 『Road to 野人続々！プロジェクトG』

### ラジオ
DARAZ FM
- ガイナーレ鳥取 ガイナトピックス（夕刊DARAZ水曜日コーナー）
- RADIO GS 2015

FM鳥取（RADIO BIRD）
- ガイナーレ鳥取 Weekly Information

山陰放送（BSSラジオ）
- GM岡野のガイナーレ魂（ご近所わいど今日もハレルヤ!内毎月第1、第3木曜日朝9時10分ごろから）

### 新聞・雑誌
地方紙
- ガイナーレ鳥取 - 日本海新聞
- ガイナーレ鳥取 - 山陰中央新報

全国紙地方版
- ガイナーレ - 朝日新聞